# Сідуккаси
Сідукка́си (рос. Сидуккасы, чув. Сидуккасси, Çитукасси) — присілок у Чувашії Російської Федерації, у складі Москакасинського сільського поселення Моргауського району.
Населення — 231 особа (2010; 259 в 2002, 285 в 1979; 356 в 1939, 249 в 1926, 264 в 1897, 190 в 1858). Національний склад — чуваші, росіяни.

## Історія
Історичні назви — Судікаси, Помаскари, Сідуккаси-Ечкерен. Утворився як виселок присілку Велика Ачкарень (Москакаси), потім як околоток села Ахманеї. До 1866 року селяни мали статус державних, займались землеробством, тваринництвом. 1930 року утворено колгосп «Максим Горький». До 1920 року присілок перебував у складі Татаркасинської волості Козьмодемьянського, а до 1927 року — Чебоксарського повіту. 1927 року присілок переданий до складу Татаркасинського району, 1939 року — до складу Сундирського, 1962 року — до складу Чебоксарського, 1964 року — до складу Моргауського району.

## Господарство
У присілку діють 2 магазини та їдальня.